# Чуча-2
«Чуча-2» (фр. Choo-Choo 2) — кукольный мультипликационный фильм, снятый на киностудии «Стайер» при участии французского телеканала «Canal+» в 2001 году. Вторая часть трилогии о Мальчике и его няне Чуче. Мультфильм посвящается композитору Исааку Дунаевскому.

## Сюжет
Мальчик и Чуча решают поиграть в мореплавание. Тут же ванна, в которой Чуча купала Мальчика, превращается в небольшой корабль (сохраняя при этом свой внешний вид), и друзья оказываются в море. Сначала они видят в находящейся неподалёку местности недоброжелательно настроенных негров-людоедов. Затем они попадают в страшный шторм, и их выбрасывает на большой песчаный остров. Там они, очнувшись, радуются своему спасению, едят бананы и играют друг с другом, Мальчик закапывает Чучу в песок, и остаётся видна лишь голова-перчатка. Но вдруг мимо проплывают пираты, которые похищают Мальчика и требуют от Чучи выкуп. Чуча, выбравшись из песка, наколдовывает чудо — мимо проплывает седовласый капитан, гроза морских жуликов, который спасает Мальчика и топит пиратский корабль. Мальчик и Чуча, поблагодарив капитана, продолжают плыть на ванной и случайно обижают проплывающую мимо акулу, которая пытается съесть мальчика. Чуча спасает своего друга, но акула рвёт её, из-за чего та умирает. Мальчик начинает оплакивать Чучу, но тут появляются гусята-матросы, которые наполняют её своим пухом, и та оживает. Наступает вечер. Уставшие Чуча и Мальчик дремлют в ванне, но случайно вызывают чем-то гнев ужасного лох-несского чудовища, которое начинает гнаться за ними. Чуча наколдовывает вертолёт, лётчик которого сбрасывает им верёвочную лестницу, но, не удержавшись на ней, Чуча падает в море. Мальчик, уже почти доползший до вертолёта, видит падающую Чучу и прыгает за ней. Тут же они чудом оказываются не в пасти чудища и не в глубине морской, а дома, в ванне. Уставшие и взволнованные такими приключениями, они ложатся спать, но Чучу ещё долго мучают кошмары из-за перенесённого за день. Мальчик успокаивает её, и они засыпают.

## Создатели
- Режиссёр, сценарист, продюсер — Гарри Бардин
- Художник-постановщик — А. Мелик-Саркисян
- Оператор — А. Двигубский, И. Скидан-Босин
- Мультипликаторы — Ирина Собинова-Кассиль, Л. Маятникова, Н. Тимофеева (Федосова)
- Художник — В. Маслов
- Ассистент художника — В. Корябкин
- Художник по свету — Ю. Лахов
- Звукорежиссёры — В. Виноградов, Е. Русинова
- Режиссёр перезаписи — В. Кузнецов
- Дирижёр — Сергей Скрипка
- Аранжировщик — Владимир Давыденко
- Монтажёр — Ирина Собинова-Кассиль
- Цветоустановка — С. Анисимова
- Директор картины — Н. Донатова
- Роли озвучивали — Константин Райкин — Чуча, Полина Райкина — Мальчик, Армен Джигарханян — исполнение «Песенки о капитане», Гарри Бардин — радиодиктор / пират
- Изготовление кукол — Н. Барковская, Л. Доронина, А. Драйгор, Л. Маятникова, Ирина Собинова-Кассиль, Н. Тимофеева
- Композитор — Исаак Дунаевский

## Музыка
В мультфильме звучит музыка советского композитора Исаака Дунаевского, в аранжировке Владимира Давыденко и в исполнении Российского Государственного Симфонического оркестра кинематографии (дирижёр — Сергей Скрипка). Например, когда Чуча и Мальчик оказываются в море на ванне, звучит главная тема из кинофильма «В поисках Капитана Гранта».

## Награды
- 2001 — Гран-при «Золотая туфелька» на МКФ в г. Злин, Чехия
- Фильм был номинирован на премию «Золотой Орёл», но Гарри Бардин отказался от участия в конкурсе, поскольку выдвижение состоялось без его ведома, а также из-за своего отрицательного отношения к Национальной академии кинематографических наук и искусств, учредивших премию[2].